# Richard Elfman
Richard Elfman, noto anche come Rick Elfman e con lo pseudonimo di Aristide Sumatra (Los Angeles, 6 marzo 1949), è un regista, scrittore e attore statunitense.
Conosciuto principalmente per aver diretto il cult movie del 1982 Forbidden Zone.

## Biografia
Figlio della scrittrice Blossom Elfman, e di Milton Elfman, professore e veterano della Air Force, venuto a mancare nel 2001, Elfman cresce nel distretto di Crenshaw di Los Angeles, prevalentemente popolato da afro-americani. Trascorre gli anni scolastici dedicandosi all'atletica leggera, imparando a suonare percussioni, musica e strumenti afro-latini, praticando la boxe e scrivendo per una fanzine.
Negli anni settanta Elfman vive a Parigi dove diviene un membro del Grand Magic Circus di Jerome Savary. Il Grand Magic Circus è gestito dall'impresario e regista Peter Brook, che trova una sede teatrale adatta alla compagnia. In questo stesso periodo il fratello minore di Richard, Danny Elfman, si unisce alla troupe.
La carriera cinematografica di Elfman comincia quando produce e dirige il suo primo film, Forbidden Zone, punto di partenza nel campo della composizione di colonne sonore anche per il fratello Danny. Forbidden Zone diviene nel tempo un film di culto alla stregua de The Rocky Horror Picture Show, pubblicato su DVD ricolorato e con la colonna sonora rimasterizzata.
Dopo il film, i Mystic Knights si sciolgono per diventare una rock band, gli Oingo Boingo, capeggiata da Danny Elfman. Il gruppo, che riflette i gusti eclettici in campo musicale di Elfman, viene creato sia per presentare alcuni brani classici che difficilmente avrebbero potuto essere riproposti dal vivo, sia per presentare le creazioni originali e ribelli del fratello Danny, che si esibisce anche come mangiatore di fuoco all'interno del gruppo.
Nel frattempo, Richard continua a scrivere sceneggiature per i suoi film, adattando alla produzione cinematografica alcuni romanzi scritti dalla madre Blossom Elfman, vincitrice di un premio Emmy.
Elfman ha inoltre recitato in diversi film, a volte sotto lo pseudonimo di Aristide Sumatra, apparendo in eccentrici camei all'interno dei suoi stessi film. 
Successivamente a un nuovo matrimonio, Elfman torna a lavorare in alcuni nuovi film tra cui Brave New Rosenberg e un sequel di Forbidden Zone, e in alcuni progetti editoriali come Buzzine. Negli anni duemila dirige i documentari 28 Days to Vegas e il sequel 30 Days to Vegas, distribuiti nel 2008 e nel 2009.

## Vita privata
Nel 1969 nasce il figlio Bodhi Elfman, avuto con l'attrice Marie-Pascale Elfman. La coppia divorzia qualche tempo dopo la distribuzione del film di Richard Forbidden Zone. Nel 1995, il figlio di Richard Elfman, Bodhi, sposa l'attrice Jenna Elfman.

## Filmografia parziale

### Regista

#### Cinema
- Forbidden Zone (1980)
- Shrunken Heads (1994)
- Streets of Rage (1994)
- Date or Disaster (2003) - cortometraggio
- 28 Days to Vegas (2008) - documentario
- 30 Days to Vegas (2009) - documentario
- Aliens, Clowns & Geeks (2019)

#### Televisione
- A scuola di horror (Bone Chillers) - serie TV, 4 episodi (1996)
- Modern Vampires - film TV (1998)

#### Videoclip
- Oingo Boingo Little Girls (1981)
- Oingo Boingo Private Life (1982)
- Oingo Boingo Nothing Bad Ever Happens to Me (1983)

### Attore
- La vie facile, regia di Francis Warin (1971)
- I Never Promised You a Rose Garden, regia di Anthony Page (1977)
- Forbidden Zone, regia di Richard Elfman (1982)
- Shrunken Heads, regia di Richard Elfman (1994)
- George re della giungla...? (George of the Jungle), regia di Sam Weisman (1997)
- Modern Vampires, regia di Richard Elfman (1998) - film TV
- Scarecrow, regia di Emmanuel Itier (2002) - direct-to-video
- Date or Disaster, regia di Richard Elfman (2003) - cortometraggio
- Demons at the Door, regia di Roy Knyrim (2004) - direct-to-video
- Massacro al cimitero (Cemetery Gates), regia di Roy Knyrim (2006)
- The Geologist, regia di Zachary Childers (2012) - cortometraggio
- Aliens, Clowns & Geeks, regia di Richard Elfman (2019)